# Жозе Гільєрме Балдоккі
Жозе Гільєрме Балдоккі (порт. José Guilherme Baldocchi; нар. 14 березня 1946, Бататайс) — колишній бразильський футболіст, що грав на позиції захисника.
Виступав, зокрема, за «Палмейрас» та «Корінтіанс», а також національну збірну Бразилії. У складі збірної — чемпіон світу.

## Клубна кар'єра
Балдоккі нащадок італійців: його дід прибув до Бразилії наприкінці XIX століття і зайнявся бізнесом, відкривши фабрику з виробництва меблів — «Baldocchi Madeiras & Móveis» (Пиломатеріали та меблі Балдоккі). Жозе розпочав свою кар'єру в клубі «Бататайс» в 1964 році. Через рік він перейшов в «Ботафого», де провів 1 сезон.
У 1966 році Балоккі перейшов в «Палмейрас», де замінив Джалму Діаса, що відмовився продовжити контракт. Жозе дебютував у складі клубу в товариській грі з клубом «Апукарана», де зіграв 45 хвилин. За «Палмейрас» Балдоккі провів 5 сезонів, вигравши два турніри Ріо-Сан-Паулу, два Кубка Роберто Педросы і Кубок Бразилії. Останній матч за клуб Балдоккі провів 17 червня 1971 року проти «Сан-Бенто», в якому «Палмейрас» переміг 7:0.
У 1971 році Балдоккі перейшов в «Корінтіанс», будучи обміняний на Пауло Боржеса, що пішов в оренду в «Палмейрас», і захисника Полако. За «Корінтіанс» Балдоккі провів 4 сезони, зігравши в 146 матчах. На початку 1977 року Балдоккі відмовився продовжувати контракт з «Корінтіансом» через конфлікт з президентом клубу, Вісенте Матеусом.
Після цього Балдоккі більше року не виступав, а потім перейшов у «Форталезу», де і завершив кар'єру в 1977 році.
Завершивши кар'єру гравця, Балдоккі продовжив сімейний бізнес, працюючи на фабриці «Baldocchi Madeiras & Móveis». Також він є власником фермерського господарства, на якому вирощують картоплю, молоко, каву і різноманітні соєві продукти.

## Виступи за збірну
У складі збірної був учасником чемпіонату світу 1970 року у Мексиці, здобувши того року титул чемпіона світу, однак на поле не виходив, будучи дублером Бріто.

## Титули і досягнення
- Переможець турніру Ріо-Сан-Паулу: 1967, 1969
- Володар Кубка Роберто Педрози: 1967, 1969
- Володар Кубка Бразилії: 1967
- Чемпіон світу: 1970